# Centro internazionale per congressi ed esposizioni Lütfi Kırdar
Il Centro internazionale per congressi ed esposizioni Lütfi Kırdar di Istanbul (in turco Istanbul Lütfi Kırdar Uluslararası Kongre ve Sergi Sarayı) o in breve Istanbul Lütfi Kırdar ICEC è un centro congressi ed esposizioni situato nel quartiere di Harbiye del distretto di Şişli di Istanbul, in Turchia. Oltre al grande edificio principale, esso comprende il "Centro fieristico ed espositivo Rumeli". Il proprietario dell'ICEC è il comune metropolitano di Istanbul.

## Storia
Dopo il grande successo dei lottatori turchi ai Campionati Europei di Lotta del 1947, successo consolidato alle Olimpiadi estive del 1948 a Londra, si decise di organizzare i Campionati Europei di Lotta del 1949 a Istanbul. Poiché la città non disponeva di un palazzetto dello sport per eventi sportivi di tale portata, l'architetto italiano Paolo Vietti-Violi (1882-1965) e gli architetti turchi Şinasi Şahingiray e Fazıl Aysu furono incaricati di elaborare i progetti per un "Centro sportivo ed espositivo" (in turco İstanbul Spor ve Sergi Sarayı).
La cerimonia di inaugurazione si svolse il 30 gennaio 1948 alla presenza del sindaco Lütfi Kırdar (1887-1961). Kırdar si oppose alla proposta del presidente dell'Associazione di calcio e atletica di Istanbul di intitolare l'edificio a suo nome.
Poco dopo il suo completamento, l'edificio fu inaugurato il 3 giugno 1949 e successivamente ospitò i Campionati europei di lotta libera. Il 2 ottobre dello stesso anno fu inaugurata la Fiera internazionale del commercio e dell'industria di Istanbul.
Poiché la sala, con una capienza di circa 7.000 persone, rimase per molti anni l'unico spazio per eventi di queste dimensioni, essa ospitò molti eventi sportivi internazionali, nonché concerti, fiere, conferenze e mostre.
Il 17 febbraio 1988 la sala è stata rinominata in memoria di Lütfi Kırdar, in occasione del 27° anniversario della sua morte. Nel 1996, la sala è stata trasformata in un centro congressi per ospitare la Conferenza Habitat II, la seconda Conferenza delle Nazioni Unite sulle abitazioni e gli insediamenti umani. Il nuovo centro è stato ribattezzato "Centro internazionale per congressi ed esposizioni Lütfi Kırdar" (ICEC).
Per soddisfare le crescenti esigenze in questo settore, nel 2000 la sede congressuale è stata ampliata con un edificio che è stato battezzato "Centro fieristico ed espositivo Rumeli".
Nel 2009, Istanbul ha ospitato le riunioni annuali del Fondo Monetario Internazionale e della Banca Mondiale. A tal fine, in un solo anno sono stati costruiti nove piani interrati per una superficie totale di 120.000 m².

## Struttura
La sala più grande dell'edificio principale è l'Auditorium Anadolu, con circa 2.000 posti a sedere. Ci sono anche altre 17 sale conferenze e diverse sale VIP, oltre a un ristorante da 250 posti.
Il Centro Rumeli, a due piani, ha una superficie di 7.000 m². Al piano superiore c'è spazio per 3.500 ospiti. I 2.100 metri quadrati possono essere suddivisi in quattro aree. C'è anche un foyer di 1.900 metri quadrati. L'edificio comprende anche la sala conferenze Hisar, diverse sale riunioni e una terrazza.
Il complesso edilizio è collegato al Centro Congressi di Istanbul e al Teatro Muhsin Ertuğrul di Harbiye, dall'altra parte della strada, attraverso una piazza chiusa alle auto. Il centro congressi offre anche 1.000 posti auto nel suo parcheggio sotterraneo.

## Architettura
L'edificio principale, di forma rettangolare, si erge sulla piazza centrale come un monolite con tetto piatto. Originariamente rivestito da mattonelle quadrate, l'aspetto attuale è caratterizzato da lastre di pietra. I possenti fronti delle finestre sono scanditi da griglie di cemento. Un ingresso vetrato a un piano si affaccia sulla piazza.
A nord si trova la Sala da concerti Cemal Reşit Rey, a sud-ovest il Centro Congressi di Istanbul. A est, il Centro Rumeli si trova sotto l'edificio principale dell'ICEC. A sud-est si trova un grande complesso teatrale, il Teatro all'aperto Cemil Topuzlu.